# إبراهيم حداد
إبراهيم حداد (بالإنجليزية: Ibrahim Haddad)‏ (و. 1938 – م) هو فيزيائي من سوريا.

## التعليم
تعلم في جامعة ريدنج